# 에르빈 펠베르크
에르빈 펠베르크( Erwin Fehlberg ,1911 년 9월 8일~ 1990년 11월  )는 독일의 수학자이다. 룽게-쿠타 방법을 개량한 룽게-쿠타-펠베르크 방법을 내놓았으며 이런 수학적 업적들로 1960년 NASA로부터 Exceptional Scientific Achievement Medal을 받았다.